# Beiguan
Beiguan (en chino, 北关; pinyin, Běiguān; Wade-Giles, pei kuan) es un distrito urbano bajo la administración directa de la Prefectura  Anyang  en la Provincia de Henan, República Popular China.  Su área es de 92 km² y su población total para 2011 superó los 250 mil  habitantes. 

## Administración
Desde junio  de 2022, el  Distrito Beiguan  se divide en 10 pueblos  administrados  en 9 subdistritos y 1   poblado.

## Toponimia
El topónimo Beiguan [/béi-kuán/] significa "puerta Bei «norte»". El distrito recibió este nombre por estar situado junto a la antigua "puerta norte" de la ciudad amurallada de Anyang durante las dinastías Ming y Qing.